# Korallskinn
Korallskinn (Repetobasidiellum fusisporum) är en svampart som beskrevs av J. Erikss. & Hjortstam 1981. Enligt Catalogue of Life ingår korallskinn i släktet Repetobasidiellum,  och familjen Hydnaceae, men enligt Dyntaxa är tillhörigheten istället släktet Repetobasidiellum,  och familjen Sistotremataceae. Arten är reproducerande i Sverige. Inga underarter finns listade i Catalogue of Life.